# Seznam medailistů na letních olympijských hrách v běhu na 400 m
Historický přehled medailistů v běhu na 400 m na Letních olympijských hrách.

## Medailisté

### Muži
| Rok  | Místo          | Zlato              | Výkon vítěze  | Stříbro              | Bronz                             |
| ---- | -------------- | ------------------ | ------------- | -------------------- | --------------------------------- |
| 1896 | Atény          | Tom Burke          | 54,2          | Herbert Jamison      | Charles Gmelin                    |
| 1900 | Paříž          | Maxey Long         | 49,4          | William Holland      | Ernst Schultz                     |
| 1904 | St. Louis      | Harry Hillman      | 49,2          | Frank Waller         | Herman Groman                     |
| 1908 | Londýn         | Wyndham Halswelle  | 50,0          | neudělena            | neudělena                         |
| 1912 | Stockholm      | Charles Reidpath   | 48,2          | Hanns Braun          | Edward Lindberg                   |
| 1920 | Antverpy       | Bevil Rudd         | 49,6          | Guy Butler           | Nils Engdahl                      |
| 1924 | Paříž          | Eric Liddell       | 47,6          | Horatio Fitch        | Guy Butler                        |
| 1928 | Amsterodam     | Ray Barbuti        | 47,8          | James Ball           | Joachim Büchner                   |
| 1932 | Los Angeles    | Bill Carr          | 46,2          | Ben Eastman          | Alex Wilson                       |
| 1936 | Berlín         | Archie Williams    | 46,5          | Godfrey Brown        | James Luvalle                     |
| 1948 | Londýn         | Arthur Wint        | 46,2          | Herb McKenley        | Mal Whitfield                     |
| 1952 | Helsinky       | George Rhoden      | 45,9          | Herb McKenley        | Ollie Matson                      |
| 1956 | Melbourne      | Charles Jenkins    | 46,7          | Karl-Friedrich Haas  | Voitto Hellstén Ardalion Ignaťjev |
| 1960 | Řím            | Otis Davis         | 44,9          | Carl Kaufmann        | Malcolm Spence                    |
| 1964 | Tokio          | Michael Larrabee   | 45,15         | Wendell Mottley      | Andrzej Badeński                  |
| 1968 | Mexico City    | Lee Evans          | 43,86         | Larry James          | Ron Freeman                       |
| 1972 | Mnichov        | Vincent Matthews   | 44,66         | Wayne Collett        | Julius Sang                       |
| 1976 | Montréal       | Alberto Juantorena | 44,26         | Fred Newhouse        | Herman Frazier                    |
| 1980 | Moskva         | Viktor Markin      | 44,60         | Rick Mitchell        | Frank Schaffer                    |
| 1984 | Los Angeles    | Alonzo Babers      | 44,27         | Gabriel Tiacoh       | Antonio McKay                     |
| 1988 | Seoul          | Steve Lewis        | 43,87         | Butch Reynolds       | Danny Everett                     |
| 1992 | Barcelona      | Quincy Watts       | 43,50         | Steve Lewis          | Samson Kitur                      |
| 1996 | Atlanta        | Michael Johnson    | 43,49         | Roger Black          | Davis Kamoga                      |
| 2000 | Sydney         | Michael Johnson    | 43,84         | Alvin Harrison       | Greg Haughton                     |
| 2004 | Atény          | Jeremy Wariner     | 44,00         | Otis Harris          | Derrick Brew                      |
| 2008 | Peking         | LaShawn Merritt    | 43,75         | Jeremy Wariner       | David Neville                     |
| 2012 | Londýn         | Kirani James       | 43,94         | Luguelin Santos      | Lalonde Gordon                    |
| 2016 | Rio de Janeiro | Wayde van Niekerk  | 43,03 WR a OR | Kirani James         | LaShawn Merritt                   |
| 2020 | Tokio          | Steven Gardiner    | 43,85         | Anthony Zambrano     | Kirani James                      |
| 2024 | Paříž          | Quincy Hall        | 43,40         | Matthew Hudson-Smith | Muzala Samukonga                  |

## Medailové pořadí zemí
| Pořadí             | Země                                 | Zlato | Stříbro | Bronz | Celkem |
| ------------------ | ------------------------------------ | ----- | ------- | ----- | ------ |
| 1.                 | Spojené státy americké (USA)         | 20    | 13      | 12    | 45     |
| 2.                 | Velká Británie (GBR)                 | 2     | 4       | 2     | 8      |
| 3.                 | Jamajka (JAM)                        | 2     | 2       | 1     | 5      |
| 4.                 | Jihoafrická republika (RSA)          | 2     | 0       | 1     | 3      |
| 5.                 | Grenada (GRN)                        | 1     | 1       | 1     | 3      |
| 6.                 | Sovětský svaz (URS)                  | 1     | 0       | 1     | 2      |
| 7.                 | Kuba (CUB)                           | 1     | 0       | 0     | 1      |
| 8.                 | Bahamy (BAH)                         | 1     | 0       | 0     | 1      |
| 9.                 | Kolumbie (COL)                       | 0     | 1       | 0     | 1      |
| 10.                | Německo (GER)                        | 0     | 3       | 1     | 4      |
| 11.                | Austrálie (AUS)                      | 0     | 1       | 1     | 2      |
| 12.                | Kanada (CAN)                         | 0     | 1       | 1     | 2      |
| 13.                | Trinidad a Tobago (TRI)              | 0     | 1       | 1     | 2      |
| 14.                | Pobřeží slonoviny (CIV)              | 0     | 1       | 0     | 1      |
| 15.                | Dominikánská republika (DOM)         | 0     | 1       | 0     | 1      |
| 16.                | Keňa (KEN)                           | 0     | 0       | 2     | 2      |
| 17.                | Dánsko (DEN)                         | 0     | 0       | 1     | 1      |
| 18.                | Německá demokratická republika (GDR) | 0     | 0       | 1     | 1      |
| 19.                | Finsko (FIN)                         | 0     | 0       | 1     | 1      |
| 20.                | Polsko (POL)                         | 0     | 0       | 1     | 1      |
| 21.                | Švédsko (SWE)                        | 0     | 0       | 1     | 1      |
| 22.                | Uganda (UGA)                         | 0     | 0       | 1     | 1      |
| Celkem po LOH 2020 | Celkem po LOH 2020                   | 30    | 29      | 30    | 89     |

### Ženy
od roku 1964
| Rok  | Místo          | Zlato                      | Výkon vítěze | Stříbro                  | Bronz                      |
| ---- | -------------- | -------------------------- | ------------ | ------------------------ | -------------------------- |
| 1964 | Tokio          | Betty Cuthbertová          | 52,0         | Ann Elizabeth Packerová  | Judy Amooreová             |
| 1968 | Mexico City    | Colette Bessonová          | 52,03        | Lilian Boardová          | Natalja Pěčonkinová        |
| 1972 | Mnichov        | Monika Zehrtová            | 51,08        | Rita Wildenová           | Kathy Hammondová           |
| 1976 | Montréal       | Irena Szewińská            | 49,28        | Christina Brehmerová     | Ellen Streidtová           |
| 1980 | Moskva         | Marita Kochová             | 48,88        | Jarmila Kratochvílová    | Christina Lathanová        |
| 1984 | Los Angeles    | Valerie Briscoová-Hooksová | 48,83        | Chandra Cheeseboroughová | Kathy Smallwoodová-Cooková |
| 1988 | Seoul          | Olga Bryzginová            | 48,65        | Petra Schersingová       | Olga Nazarovová            |
| 1992 | Barcelona      | Marie-José Pérecová        | 48,83        | Olga Bryzginová          | Ximena Restrepo            |
| 1996 | Atlanta        | Marie-José Pérecová        | 48,25        | Cathy Freemanová         | Falilat Ogunkoya           |
| 2000 | Sydney         | Cathy Freemanová           | 49,11        | Lorraine Fentonová       | Katharine Merryová         |
| 2004 | Atény          | Tonique Williams-Darling   | 49,41        | Ana Guevaraová           | Natalja Anťuchová          |
| 2008 | Peking         | Christine Ohuruoguová      | 49,62        | Shericka Williamsová     | Sanya Richardsová          |
| 2012 | Londýn         | Sanya Richardsová-Rossová  | 49,55        | Christine Ohuruoguová    | DeeDee Trotterová          |
| 2016 | Rio de Janeiro | Shaunae Millerová          | 49,44        | Allyson Felixová         | Shericka Jacksonová        |
| 2020 | Tokio          | Shaunae Millerová          | 48,36        | Marileidy Paulinová      | Allyson Felixová           |
| 2024 | Paříž          | Marileidy Paulinová        | 48,17 - OR   | Salvá Ajd Násirová       | Natalia Kaczmareková       |

## Medailové pořadí zemí
| Pořadí             | Země                                 | Zlato | Stříbro | Bronz | Celkem |
| ------------------ | ------------------------------------ | ----- | ------- | ----- | ------ |
| 1.                 | Francie (FRA)                        | 3     | 0       | 0     | 3      |
| 2.                 | Bahamy (BAH)                         | 3     | 0       | 0     | 3      |
| 3.                 | Spojené státy americké (USA)         | 2     | 2       | 4     | 8      |
| 4.                 | Německá demokratická republika (GDR) | 2     | 2       | 2     | 6      |
| 5.                 | Austrálie (AUS)                      | 2     | 1       | 1     | 4      |
| 6.                 | Velká Británie (GBR)                 | 1     | 3       | 2     | 6      |
| 7.                 | Sovětský svaz (URS)                  | 1     | 0       | 2     | 3      |
| 8.                 | Polsko (POL)                         | 1     | 0       | 0     | 1      |
| 9.                 | Jamajka (JAM)                        | 0     | 2       | 1     | 3      |
| 10.                | Československo (TCH)                 | 0     | 1       | 0     | 1      |
| 11.                | Mexiko (MEX)                         | 0     | 1       | 0     | 1      |
| 12.                | Sjednocený tým (EUN)                 | 0     | 1       | 0     | 1      |
| 13.                | Západní Německo (FRG)                | 0     | 1       | 0     | 1      |
| 14.                | Dominikánská republika (DOM)         | 0     | 1       | 0     | 1      |
| 15.                | Kolumbie (COL)                       | 0     | 0       | 1     | 1      |
| 16.                | Nigérie (NGR)                        | 0     | 0       | 1     | 1      |
| 17.                | Rusko (RUS)                          | 0     | 0       | 1     | 1      |
| Celkem po LOH 2020 | Celkem po LOH 2020                   | 15    | 15      | 15    | 45     |